# Peritonitis terciaria
 La peritonitis terciaria (también conocida como peritonitis recurrente) es la inflamación del peritoneo que persiste por 48 horas después de una cirugía que se ha realizado con éxito en condiciones quirúrgicas adecuadas. La peritonitis terciaria suele ser la consecuencia más tardía y grave de una infección nosocomial intraabdominal. Los pacientes que adquieren peritonitis terciaria suelen ingresan en la UCI debido a la naturaleza crítica y potencialmente mortal de la afección, que puede conducir a una falla multiorgánica. A pesar del tratamiento su tasa de mortalidad es del 60 %. Los signos y síntomas de la peritonitis terciaria incluyen fiebre, hipotensión y dolor abdominal. El diagnóstico de la afección suele ser difícil y el tratamiento debe iniciar lo antes posible.

## Signos y síntomas
La peritonitis terciaria suele tener una presentación aguda y las características clínicas pueden incluir:
- Fiebre
- Taquicardia
- Taquipnea
- Hipotensión
- dolor abdominal
- Confusión
- Distensión abdominal
- Náuseas y vómitos[5]

## Causas
Las causas de la peritonitis terciaria incluyen:
- Peritonitis postoperatoria
- Pancreatitis
- Necrosis del intestino
- Úlcera perforada
- Diverticulitis
- Apendicitis[1]

Las bacterias de la microflora que comúnmente causan infección en la peritonitis terciaria son microorganismos de baja virulencia intrínseca. Estos incluyen Enterococcus, Candida, Staphylococcus epidermidis y Enterobacter. Hay una diferencia entre los organismos que causan la peritonitis secundaria y los que causan la terciaria y esto se puede denominar un cambio microbiano. Algunos organismos microflorales han demostrado resistencia a múltiples medicamentos, aumentando la dificultad en el tratamiento de la enfermedad y, por lo tanto, existe un pronóstico desfavorable. La composición de los organismos de microflora generalmente depende de la ubicación de la causa de la peritonitis terciaria.

### Factores de riesgo
- Edad: >70
- Puntaje APACHE II mayores a 20
- Paciente inmunocomprometido
- Condición crónica
- Sexo femenino
- Peritonitis previa
- Fallo orgánico existente
- Infecciones fúngicas
- Desnutrición
- Organismos resistentes a la terapia antimicrobiana.
- Procedimientos quirúrgicos recurrentes[8][9]

## Diagnóstico
Su diagnóstico es de carácter complejo. Es difícil distinguir entre la peritonitis terciaria y la peritonitis secundaria, ya que generalmente es una continuación de una de ellas. Es difícil encontrar el punto exacto en el que la peritonitis secundaria se convierte en peritonitis terciaria y, por lo tanto, a menudo se pasa por alto.
El diagnóstico de peritonitis terciaria debe ser oportuno y preferiblemente antes de la laparotomía para ayudar a reducir el riesgo de complicaciones. Esto mejorará el resultado de la condición. El diagnóstico de la peritonitis terciaria se primero en los signos clínicos, por ejemplo, fiebre o hipotensión. Quirúrgicamente, se diagnostica mediante una segunda operación, es decir, una laparotomía de emergencia. En la peritonitis terciaria, no hay defectos anatómicos en el revestimiento del peritoneo, por lo que la forma más común de diagnosticar la peritonitis terciaria es una laparotomía planificada o de emergencia después del tratamiento inicial.
En la actualidad, no hay evidencia de la efectividad de los parámetros clínicos o de laboratorio específicos o de los sistemas de puntuación establecidos para ayudar y guiar el diagnóstico de la peritonitis terciaria, pero en una conferencia de consenso en la UCI, se sugirieron tres parámetros para ayudar en el diagnóstico de pacientes terciarios. peritonitis. Los parámetros clínicos incluyen el índice de peritonitis de Mannheim y el Simplified Acute Physiology Score II (en español: Puntuación de fisiología aguda simplificada) o SAPS II y los parámetros de laboratorio incluyen la prueba de proteína C reactiva. Estos parámetros solo pueden ayudar a identificar a aquellos pacientes que pueden desarrollar una futura peritonitis terciaria, si se realizan en forma temprana. Es importante tener en cuenta que estos parámetros no son evaluaciones definitivas de la peritonitis terciaria y, por lo tanto, tienen un valor clínico limitado.

### Definición
La peritonitis terciaria se puede definir como la persistencia o recurrencia de una infección intraabdominal con insuficiencia orgánica múltiple y una respuesta inflamatoria sistémica, después de un tratamiento adecuado de la peritonitis primaria o secundaria. Esta definición también tiene que abarcar dos componentes cruciales que incluyen el período de tiempo, que es de 48 horas, y debe haber un control exitoso de la fuente quirúrgica. El control de fuente se refiere a las acciones físicas tomadas para eliminar un foco de infección y contaminación por microbios. Esto se logra mediante el drenaje del área, la eliminación del tejido infectado y las medidas utilizadas durante la cirugía inicial para restaurar la función del área. La peritonitis terciaria es una complicación frecuente de la infección intraabdominal en aquellos pacientes que han sido ingresados en la UCI y es una infección adquirida en el hospital.
La peritonitis terciaria difiere de la peritonitis secundaria debido a la diferencia de la flora microbiana involucrada y debido a la falta de respuesta al tratamiento quirúrgico apropiado y los antibióticos administrados.

## Tratamiento
El tratamiento de la peritonitis terciaria debe iniciarse inmediatamente después de haberse realizado el diagnóstico. La mortalidad de la enfermedad va correlacionada con la gravedad de la enfermedad, que usualmente es evaluada mediante la puntuación APACHE II / III, esta en última instancia, evalúa el riesgo de desarrollar insuficiencia orgánica múltiple. La tasa de mortalidad por peritonitis terciaria puede llegar hasta el 60 %. Esta tasa muestra la gravedad y la naturaleza fatal de la enfermedad.
El tratamiento debe ser rápido y debe existir apoyo fisiológico. Esto implica la reanimación, incluida la comprobación de las vías respiratorias de los pacientes, la respiración, la circulación y tratamiento para la insuficiencia multiorgánica.
El tratamiento también debe incluir terapia con antibióticos de amplio espectro. Debido a los organismos microflorales que causan la peritonitis terciaria, el tratamiento es difícil ya que las bacterias a menudo son resistentes al tratamiento con antibióticos. El tratamiento antifúngico también suele utilizarse junto con la terapia con antibióticos. Dependiendo de la gravedad de la infección, la duración del tratamiento puede variar desde 48 horas hasta 14 días.
Adicionalmente, el tratamiento de la afección también implica cirugía para controlar la fuente de contaminación y también para disminuir la carga bacteriana que puede estar presente. Las intervenciones quirúrgicas pueden incluir el drenaje de fluidos y abscesos, la extracción de tejido necrótico y medidas preventivas para prevenir una infección adicional. Además, el tratamiento también debe dirigirse hacia la restauración del desequilibrio inmunológico.
El reconocimiento temprano y la intervención efectiva son cruciales para lograr un resultado exitoso.